# Луїсвілл (Іллінойс)
Луїсвілл (англ. Louisville) — селище (англ. village) в США, в окрузі Клей штату Іллінойс. Населення — 1136 осіб (2020).

## Географія
Луїсвілл розташований за координатами 38°46′12″ пн. ш. 88°30′23″ зх. д. / 38.77000° пн. ш. 88.50639° зх. д. (38.769873, -88.506422).  За даними Бюро перепису населення США в 2010 році селище мало площу 1,93 км², уся площа — суходіл. В 2017 році площа становила 2,19 км², уся площа — суходіл.

## Демографія
Згідно з переписом 2010 року, у селищі мешкало 1139 осіб у 453 домогосподарствах у складі 287 родин. Густота населення становила 589 осіб/км².  Було 513 помешкання (265/км²).
Расовий склад населення:
| - 97,5 % — білих - 0,7 % — чорних або афроамериканців - 0,5 % — корінних американців - 0,4 % — азіатів |

До двох чи більше рас належало 0,8 %. Частка іспаномовних становила 0,7 % від усіх жителів.
За віковим діапазоном населення розподілялося таким чином: 23,9 % — особи молодші 18 років, 57,6 % — особи у віці 18—64 років, 18,5 % — особи у віці 65 років та старші. Медіана віку мешканця становила 39,7 року. На 100 осіб жіночої статі у селищі припадало 99,1 чоловіків;  на 100 жінок у віці від 18 років та старших — 96,2 чоловіків також старших 18 років.
Середній дохід на одне домашнє господарство  становив 44 918 доларів США (медіана — 38 563), а середній дохід на одну сім'ю — 54 007 доларів (медіана — 47 337). Медіана доходів становила 39 861 долар для чоловіків та 30 905 доларів для жінок. За межею бідності перебувало 21,0 % осіб, у тому числі 31,5 % дітей у віці до 18 років та 10,3 % осіб у віці 65 років та старших.
Цивільне працевлаштоване населення становило 441 осіб. Основні галузі зайнятості: освіта, охорона здоров'я та соціальна допомога — 22,7 %, виробництво — 20,0 %, роздрібна торгівля — 17,5 %.